# 3 Pułk Piechoty Obrony Krajowej

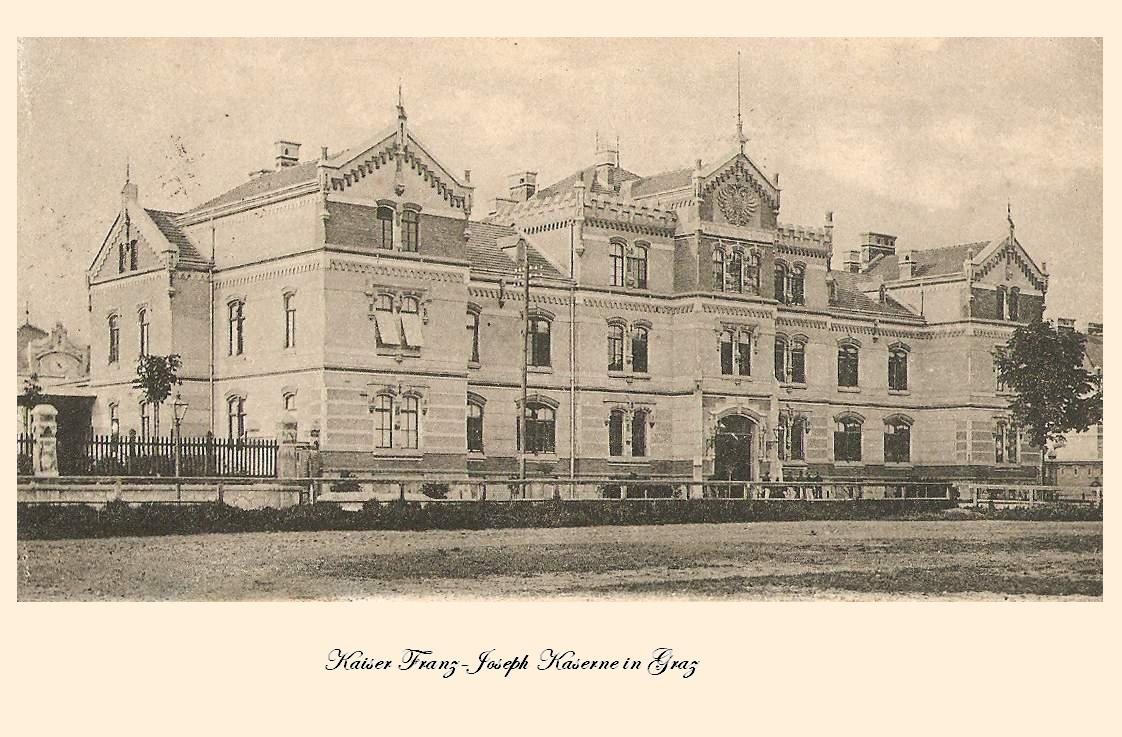
Koszary Cesarza Franciszka Józefa w Grazu

Pułk Piechoty Obrony Krajowej Graz Nr 3 (niem. 3. Landwehrinfanterieregiment Graz) – pułk piechoty cesarsko-królewskiej Obrony Krajowej.

## Historia pułku
Pułk został utworzony w 1889 roku w Linzu jako niemiecki pułk Landwehry.
Pułk został podporządkowany Komendzie Brygady Piechoty Obrony Krajowej w Grazu (niem. Landwehr-Infanterie-Brigade-Commando in Graz), która w 1900 roku została podporządkowana Komendzie Dywizji Obrony Krajowej w Grazu (niem. Landwehr-Truppen-Divisions-Commando in Graz).
Okręg uzupełnień Obrony Krajowej Graz i Marburg na terytorium 3 Korpusu.
Kolory pułkowe: trawiasty (grasgrün), guziki srebrne z numerem „3”. W lipcu 1914 roku skład narodowościowy pułku: 94% - Austriacy.
W latach 1903–1914 pułk stacjonował w Grazu z wyjątkiem II batalionu, który załogował w Leoben.
W 1914 roku pułk wchodził w skład 43 Brygady Piechoty Obrony Krajowej należącej do 22 Dywizji Piechoty Obrony Krajowej
W czasie I wojny światowej pułk walczył z Rosjanami w końcu 1914 i na początku 1915 roku w Galicji, głównie w okolicach Brzeska oraz na południowy zachód od Tarnowa. Żołnierze pułku są pochowani m.in. na cmentarzach wojennych nr: 314 w Bochni, 24 w Jaśle i 59 w Przysłupie.
W szeregach pułku walczył m.in. nadporucznik Julian Mamczyński.

## Komendanci pułku
- płk Karl Vestner (1903–1905)
- płk Emanuel Kral (1906–1907)
- płk Gustav Székely de Doba (1908–1910)
- płk Viktor Seidler (1911)
- płk Franz Flach (1912–1914)